# José Antonio Pérez-Nievas y Heredero

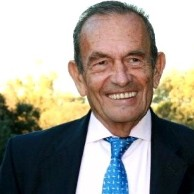
José Antonio Pérez-Nievas.

José Antonio Pérez-Nievas y Heredero, nacido en Tudela (Navarra) 19 de diciembre de 1936, es doctor en ingeniería industrial y empresario español.

## Biografía[1]
Destacado empresario de la España moderna caracterizado por apostar firmemente por la innovación con tecnología propia, frente a fabricar con licencias tecnológicas o ser representante de grandes multinacionales.
Se doctoró como ingeniero industrial en la Escuela Técnica Superior de Ingeniería Industrial de Barcelona. Después hizo un Máster en la Universidad de París y a partir de entonces trabajó como ingeniero en diversas empresas de San Sebastián, Barcelona y Boston (Estados Unidos) durante trece años.
Posteriormente, se graduó en Advanced Management en la Harvard Business School en Estados Unidos y al acabar volvió a Madrid en el año 1977. Fue director de la división de Sistemas Electrónicos de una empresa catalana, de cuya matriz pronto se escindió, constituyendo la empresa independiente CESELSA, de la que fue su presidente ejecutivo, cofundador y accionista.
CESELSA marcó un estilo diferente con su apuesta arriesgada de desarrollar productos propios e innovadores, que le hicieron ganar muchos concursos nacionales e internacionales frente a las grandes multinacionales, alcanzando un gran prestigio tanto en España como en Europa y Estados Unidos. Los concursos más conocidos fueron el del Sistema de Control del Tráfico Aéreo Español (SACTA), el Air Traffic Control (ATC) del Aeropuerto de Moscú, el Air Traffic Control de Ámsterdam; Radares Secundarios y Primarios Tridimensionales para España y Europa; Simuladores para aviones como el F-18, el Harrier y otros para España, Europa y Estados Unidos; Sistemas de EW en Tierra Mar y Aire, etc.
La empresa CESELSA se fusionó con la empresa estatal INISEL en 1992 dando lugar a la empresa CESELSA-INISEL S.A., tomando el control del grupo fusionado el INI, y dejando Pérez-Nievas su puesto ejecutivo. En 1994 la empresa cambió su nombre a INDRA Sistemas S.A. La gran mayoría de los ochocientos ingenieros que pertenecían en 1992 a CESELSA siguieron en la empresa, aportando una cultura de innovación tecnológica propia que hizo que la actual INDRA, pasara de los cinco mil empleados en el año de la fusión a casi treinta mil en el año 2011.
Pérez-Nievas fue distinguido como Personaje Electrónico del Año 1983 por la prensa especializada, obtuvo el Premio McDonnell Douglas al empresario más innovador en 1986, fue distinguido como el mayor colaborador Universidad-Empresa en I+D en los años 1984-1989, y como mejor dirigente del año 1988 por la prensa generalista. Está en posesión de la Gran Cruz del Mérito Aeronáutico (otorgada mediante Cédula Real de 29 de diciembre de 1994), y es Zahorí del Año 2006 por la Autonomía de Navarra.
Casado con Arritxu Vizcaíno, es padre de cuatro hijas.
Su trayectoria fue descrita por Javier Ayuso en la revista Harvard-Deusto Business Review (2º trimestre de 1986).
Su libro, "GRUPO CESELSA. 10 años creciendo con tecnología española", fue presentado el 31 de enero de 2017 en Madrid, en el Instituto de Ingeniería de España. El 24 de septiembre de 2018 lo presentó en Pamplona, en el Colegio de Ingenieros Industriales de Navarra.
El 12 de diciembre de 2018 fue galardonado con el premio "Trayectoria Empresarial y Profesional" de la Cámara Navarra de Comercio e Industria.

## Obras
- "GRUPO CESELSA. 10 años creciendo con tecnología española", Editorial: Iberfomento, S.L, 2017, ISBN 9788461769643.[8]
- “El poder hispano en EE.UU.”, en El Mundo, 3 de mayo de 2006.[9]
- “Creatividad tecnológica y rentabilidad económica”, en Diario de Navarra, 29 de abril de 2000
- “¿Nueva oportunidad para España?”, en El País, 12 de diciembre de 1998[10]
- “Españoles e hispanos en EE.UU.”, en El País, 10 de marzo de 1997[11]
- “Investigación e Innovación Tecnológica”, (Ponencia en Universidad Politécnica de Valencia), en Revista Ibérica, n.º 367 (septiembre de 1994)
- “La investigación en España”, en El País, 11 de febrero de 1994[12]
- La Innovación Tecnológica Propia: un motor para el crecimiento económico de países como España (conferencia), Madrid, Fundación COTEC, 15 de enero de 1993
- “La creatividad tecnológica en las empresas españolas” en Actualidad Económica, 30 de diciembre de 1982
- “El complejo de inferioridad tecnológica en España” en El País, 13 de febrero de 1981[13]